# St. James's Park
St. James's Park er en af de kongelige parker i City of Westminster, lige øst for Buckingham Palace og vest for Downing Street. St. James's Palace ligger ved parkens nordlige del.
Parken er omgivet af The Mall i nord, Horse Guards Parade i øst og Birdcage Walk i syd. Parken har en langstrakt sø, St. James's Park Lake, med to små øer, Andeøen (Duck Island, opkaldt efter søens vandfugle) og Vestøen (West Island). En bro, som krydser søen, byder på udsigt til Buckingham Palace, der er omgivet af træer og fontæner.
De nærmeste undergrundsstationer er St. James's Park og Westminster.
Parken blev erhvervet som sumpet område (marshland) af Henrik VIII, der oprettede et hjortereservat. Parken blev åbnet for publikum af Karl II.
St. James's Park er den østligste af en næsten uafbrudt kæde af parker, som også omfatter (mod vest) Green Park, Hyde Park og Kensington Gardens.